# ژان تاد
ژان هنری تاد (فرانسوی: [ʒɑ̃ tɔd] ; زاده ۲۵ فوریهٔ ۱۹۴۶) مدیر مسابقات اتومبیل رانی فرانسوی و نقشه خوان سابق رالی است. او قبلاً مدیر پژو تالبوت اسپورت و سپس مدیر تیم فرمول ۱ اسکودریا فراری بود، قبل از اینکه از سال ۲۰۰۴ تا ۲۰۰۸ به عنوان مدیر اجرایی فراری منصوب شود. از سال ۲۰۰۹ تا ۲۰۲۱ او به عنوان نهمین رئیس فدراسیون بین‌المللی اتومبیل‌رانی (FIA) فعالیت کرد.
در سال ۱۹۶۶، تادت به عنوان نقشه خوان رالی کار خود را در ورزش‌های موتوری آغاز کرد و تا سال ۱۹۸۱ در مسابقات رالی قهرمانی جهان شرکت کرد. او با گای فرکوئلین توانست با تیم تالبت لوتوس، قهرمانی جهان در بخش سازندگان را به دست آورد. تحت رهبری تاد، پژو چهار عنوان قهرمانی جهان رالی (رانندگان و سازندگان)، چهار بار قهرمانی در رالی پاریس-داکار و دو بار قهرمانی در مسابقات ۲۴ ساعته لمانز را به دست آورد. در دوران مدیریت او در فراری، تیم‌هایشان ۱۳ عنوان قهرمانی جهان در فرمول یک (رانندگان و سازندگان) را به دست آوردند. همچنین تحت رهبری تاد، مایکل شوماخر پنج عنوان قهرمانی جهان رانندگان را به‌طور پیوسته از سال ۲۰۰۰ تا ۲۰۰۴ به دست آورد و از ۹۱ پیروزی کلی خود، ۷۲ پیروزی را کسب کرد.
در اکتبر ۲۰۰۹، تاد به عنوان رئیس فدراسیون بین‌المللی اتومبیل‌رانی (FIA) انتخاب شد؛ او در دسامبر ۲۰۱۳ و دسامبر ۲۰۱۷ مجدداً به این سمت انتخاب شد. آخرین دورهٔ تاد به عنوان رئیس فیا در دسامبر ۲۰۲۱ به پایان رسید. او در ۲۹ آوریل ۲۰۱۵، تادت به عنوان نماینده ویژه سازمان ملل در امور ایمنی جاده منصوب شد.
وی همچنین برندهٔ جوایزی همچون نشان دوستی و لژیون دونور (صلیب بزرگ) شده است.